# Stålmyran
Stålmyran är en sjö i Falu kommun i Dalarna och ingår i Dalälvens huvudavrinningsområde. Sjön är 1,7 meter djup, har en yta på 0,101 kvadratkilometer och befinner sig 205 meter över havet. Sjön avvattnas av vattendraget Norsbobäcken.

## Delavrinningsområde
Stålmyran ingår i det delavrinningsområde (672294-148344) som SMHI kallar för Utloppet av Stålmyran. Medelhöjden är 255 meter över havet och ytan är 7,07 kvadratkilometer. Det finns inga avrinningsområden uppströms utan avrinningsområdet är högsta punkten. Norsbobäcken som avvattnar avrinningsområdet har biflödesordning 3, vilket innebär att vattnet flödar genom totalt 3 vattendrag innan det når havet efter 219 kilometer. Avrinningsområdet består mestadels av skog (85 procent). Avrinningsområdet har 0,23 kvadratkilometer vattenytor vilket ger det en sjöprocent på 3,3 procent.